# Nora E. Scott
Nora Elizabeth Scott (* 14. Juli 1905 in Prestwick, Schottland; † 4. April 1994 in Kennett Square, Pennsylvania) war eine US-amerikanische Ägyptologin, die ihre Karriere weitestgehend am Metropolitan Museum of Art verbrachte.

## Leben und Leistungen
Nora Scott wurde als Kind des Theologen Ernest F. Scott in Schottland geboren. Wenige Jahre später zog die Familie nach Kingston in Ontario, Kanada, wo der Vater eine Professur am Queen’s College erhalten hatte. 1919 zog die Familie weiter nach New York, wo der Vater Professor am Union Theological Seminary wurde. Nora Scott besuchte nach der Horace Mann School, einer Privatschule in der Bronx, das nur von Studentinnen besuchte New Yorker Barnard College, wo sie ihren Bachelor of Arts erwarb. Aufgrund ihres Interesses für die Ägyptologie ging sie 1927 an die University of Oxford. Bei Francis Llewellyn Griffith und Aylward Manley Blackman erlangte sie zunächst einen zweiten Bachelor-Abschluss, danach ihren Master-Grad. In dieser Zeit entwickelte sich eine enge Freundschaft zu Rosalind Moss. 1929/30 nahm Scott in Armant, südlich von Luxor, erstmals an einer Ausgrabung in Ägypten teil, die von der Egypt Exploration Society finanziert und durchgeführt wurde.

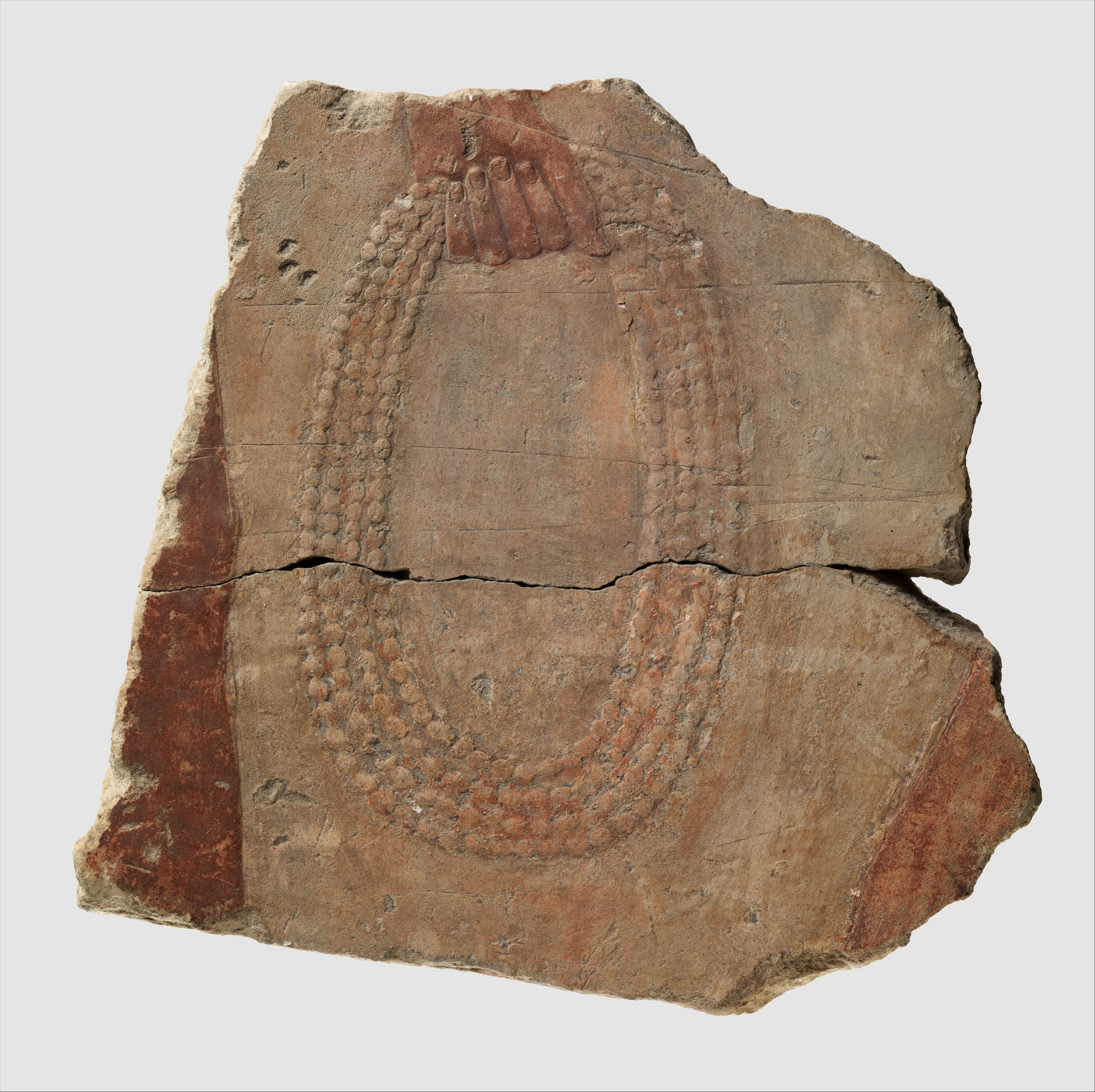
Fragment eines Kalkstein-Reliefs mit der Darstellung einer vor einer weiteren Person stehenden Figur, die eine mehrsträngige Perlenspirale hält. Das Objekt wurde dem Metropolitan Museum 2013 zu Ehren von Nora Scott und Dorothea Arnold geschenkt. Aus der Regierungszeit Sesostris I. (von etwa 1975 bis 1930 v. Chr.). Von der Sesostris-I.-Pyramide (Inventarnummer 2013.433).

Danach kehrte Scott wieder in die Vereinigten Staaten zurück. Aufgrund ihrer erworbenen Abschlüsse wie auch ihrer praktischen Arbeit erhielt sie nun eine Anstellung an der Ägyptologischen Abteilung des Metropolitan Museum of Art. Ihre erste Aufgabe war die Bearbeitung der Fotografien der Expedition nach Armant. Ihre 40-jährige Tätigkeit am Metropolitan Museum wurde nur noch einmal kurzzeitig unterbrochen, als Scott 1933 an einer Grabungskampagne der Kopenhagener Ny Carlsberg Glyptotek im syrischen Hama teilnahm. Ihre Aufgaben am Metropolitan Museum wurden im Laufe der Zeit immer umfangreicher. So wurde Scott die Aufnahme und Inventarisierung der Artefakte übertragen, die das Museum aus seinen Grabungskampagnen in Ägypten erhielt. Zudem kuratierte sie mehrere Sonderausstellungen des Museums. 1968 wurde sie zur Kuratorin und Leiterin der Ägyptologischen Abteilung des Metropolitan Museum ernannt. Neben ihrer Arbeit am Metropolitan Museum lehrte sie auch als adjunct professor an der Columbia University. Über mehrere Amtszeiten wirkte sie als Sekretärin und Präsidentin der New Yorker Sektion (New York Society) des Archaeological Institute of America. 1972 ging sie als Curator Emerita in Pension und zog wenige Jahre später nach Kennett Square in Pennsylvania, wo sie in der Seniorensiedlung Crosslands lebte und 1994 auch verstarb.
Scotts zentrale Forschungsgegenstände waren die ägyptologischen Objekte des Metropolitan Museums sowie deren Ausgrabungsarbeiten in Ägypten. Dabei bearbeitete sie ein weites Feld verschiedener Forschungsbereiche, von der sorgfältigen Untersuchung der vom Museum ausgegrabenen altägyptischen Privatgräber bis zum Verfassen von Beiträgen für das Bulletin of the Metropolitan Museum of Art, für das sie zahlreiche Beiträge beisteuerte. Sie gab zudem mehrere Bände der Monografien-Reihe des Museums heraus. Ihre persönlichen Interessen lagen aber auf den Alltagsgegenständen auf der einen Seite und dem Kunsthandwerk auf der anderen Seite, wobei sie sich besonders mit dem Schmuck, den Skarabäen sowie den Siegeln befasste. In New York und der Umgebung der Stadt hielt sie häufig Vorträge über ihre Forschungsergebnisse.

## Schriften (Auswahl)
- The Home Life of the Ancient Egyptians. A picture book. Metropolitan Museum of Art, New York 1944; 2. Auflage 1950 (Digitalisat).
- Einträge in: Metropolitan Museum of Art. Masterpieces of Fifty Centuries. Dutton, New York 1970.
- Daily Life of the Ancient Egyptians. Metropolitan Museum of Art, New York 1973.